# Васильева, Любовь Ивановна
Любо́вь Ива́новна Васи́льева (в девичестве — Мала́хова; род. 6 октября 1971 года в Волгограде) — советская и российская легкоатлетка. Паралимпийская чемпионка и двукратный серебряный призёр Паралимпийских игр, многократная чемпионка мира, заслуженный мастер спорта России.
Участница эстафеты паралимпийского огня «Сочи-2014».

## Награды и звания
- Заслуженный мастер спорта России (1992).
- Орден Почёта (6 апреля 2002 года) — за большой вклад в развитие физической культуры и спорта, высокие спортивные достижения на XI Параолимпийских играх 2000 года в Сиднее (Австралия).[2]